# Tazbugten
Tazbugten eller Tazæstuariet (russisk: Тазовская губа, tr. Tazovskaja guba) er en lang bugt dannet af floden Taz. Æstuariet er omkring 330 km langt og starter ved byen Tazovskij og ender i Obbugten, som ender i Karahavet. Æstuariet er omkring 45 km bredt ved udmundingen i Obbugten og er et af de største æstuarier i verden.
Æstuariet starter ved mundingen af Taz og floden Pur og strækker sig fra syd til nord, før det drejer mod vest og udvidder før det ender i Obbugten.
Det russiske energiselskab Gazprom ønsker at udvide gasproduktionen i Tazæstuarie-området, hvor der menes at eksistere store mængder gas.
Den russiske biolog og forsker Alexander von Middendorff fandt en frossen mammut nær Tazæstuariet. Mammutten blev transporteret til Sankt Petersborg i 1866.